# Venables
Venables ist eine Ortschaft und eine ehemalige französische Gemeinde mit 782 Einwohnern (Stand: 1. Januar 2018) im Département Eure in der Region Normandie. Sie gehörte zum Arrondissement Les Andelys und zum Kanton Gaillon.
Mit Wirkung vom 1. Januar 2017 wurden die früheren Gemeinden Venables, Bernières-sur-Seine und Tosny zu einer Commune nouvelle namens Les Trois Lacs zusammengelegt. Die ehemaligen Gemeinden haben in der neuen Gemeinde den Status einer Commune déléguée. Der Verwaltungssitz befindet sich im Ort Venables.
Zum 1. Januar 2021 wurden per Dekret die Communes déléguées Venables, Bernières-sur-Seine und Tosny aufgelöst und die Zusammenlegung wird fortan als einfache Fusion geführt. Der Verwaltungssitz wurde nach Bernières-sur-Seine verlegt.

## Geographie
Venables liegt etwa 30 Kilometer südsüdöstlich von Rouen an der Seine.
Die umgebenden Nachbarorte sind Muids im Nordwesten und Norden, Bernières-sur-Seine im Nordosten, Tosny im Nordosten und Osten, Villers-sur-le-Roule im Osten, Vieux-Villez im Süden, Fontaine-Bellenger im Südwesten sowie Heudebouville im Südwesten und Westen.

## Bevölkerungsentwicklung
| Jahr                       | 1962 | 1968 | 1975 | 1982 | 1990 | 1999 | 2006 | 2013 | 2018 |
| Einwohner                  | 346  | 400  | 419  | 587  | 702  | 708  | 774  | 794  | 782  |
| Quellen: Cassini und INSEE |      |      |      |      |      |      |      |      |      |

## Sehenswürdigkeiten
- Kirche Notre-Dame aus dem 12. Jahrhundert, Turm aus dem 16. Jahrhundert
- Turmhügelburg (Motte), wohl vor 1042 entstanden, seit 1983 Monument historique

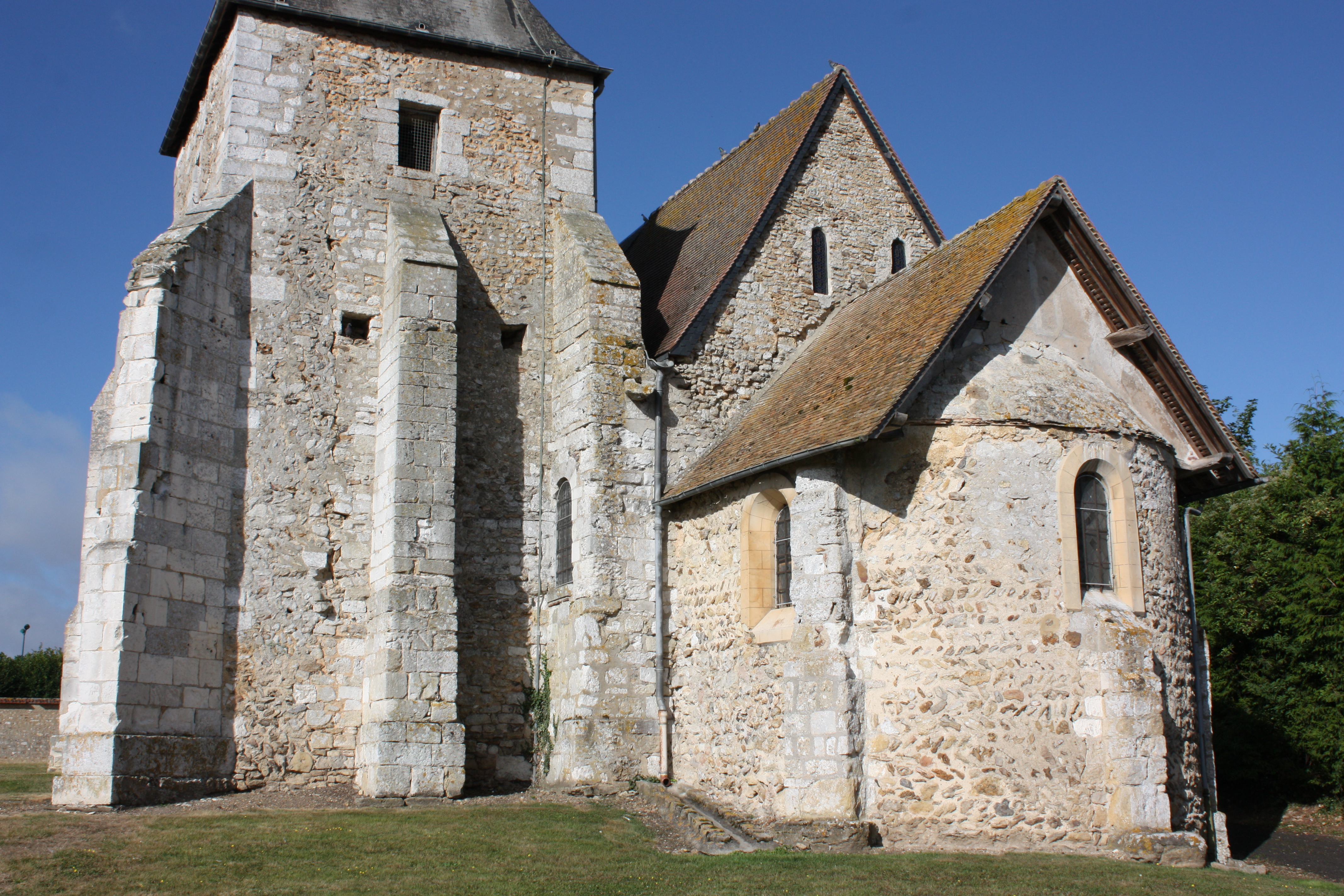
Kirche Notre-Dame
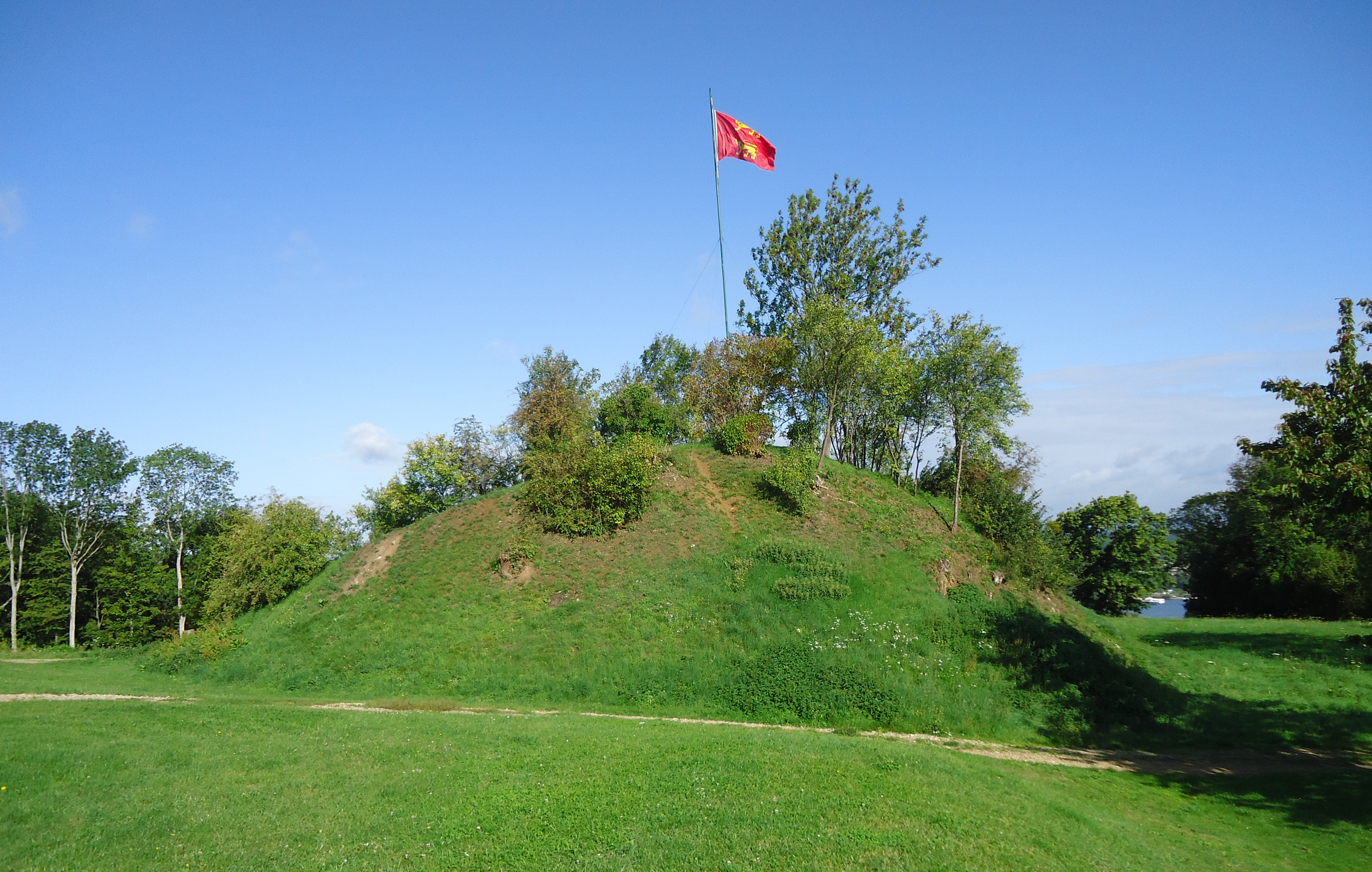
Frühere Hügelburg